# タイニー・ラブ
タイニー・ラブ (Tiptoes) は、2003年のアメリカ映画。

## キャスト
- ゲイリー・オールドマン：ロルフ
- ケイト・ベッキンセイル：キャロル
- マシュー・マコノヒー：スティーヴン
- パトリシア・アークエット
- ピーター・ディンクレイジ
- チャド・エヴェレット
- デビー・リー・キャリントン

## ストーリー
新鋭画家のキャロルはある日、同棲中の恋人・スティーヴンの子供を妊娠する。しかし、子供を欲しがっていたはずのスティーヴンが、何故か喜んでくれない。ある日、彼の家族が、彼一人を除いて全員ドワーフ（小人症）だということが判明する。